# São Jorge do Patrocínio
São Jorge do Patrocínio is een gemeente in de Braziliaanse deelstaat Paraná. De gemeente telt 6.080 inwoners (schatting 2009).

## Aangrenzende gemeenten
De gemeente grenst aan Altônia, Alto Paraíso, Esperança Nova, Pérola, Eldorado (MS) en Itaquiraí (MS).